# Elecciones al Parlamento Europeo de 2019 (Austria)
Las elecciones al Parlamento Europeo de 2019 se celebraron en Austria el domingo 26 de mayo. Parte de las elecciones al Parlamento Europeo que se celebraron en los 28 Estados miembros de la Unión Europea entre el 23 y el 26 de mayo de 2019, los comicios eligieron los 18 diputados del Parlamento Europeo correspondientes a Austria, en una circunscripción única con un umbral electoral del 4 %. Una vez que fue efectiva jurídicamente la salida del Reino Unido de la Unión Europea, el número de diputados aumentó a 19.

## Resultados
| Partido | Partido                                  | Grupo        | Votos     | %     | Escaños |
| ------- | ---------------------------------------- | ------------ | --------- | ----- | ------- |
|         | Partido Popular Austríaco (ÖVP)          | PPE          | 1.305.954 | 34,55 | 7       |
|         | Partido Socialdemócrata de Austria (SPÖ) | S&D          | 903.151   | 23,89 | 5       |
|         | Partido de la Libertad de Austria (FPÖ)  | ID           | 650.114   | 17,20 | 3       |
|         | Los Verdes (GRÜNE)                       | Verdes / ALE | 532.194   | 14,08 | 2       |
|         | NEOS – La Nueva Austria y Foro Liberal   | RE           | 319.024   | 8,44  | 1       |
|         | AHORA – Lista Pilz                       | -            | 39.234    | 1,04  | -       |
|         | Partido Comunista de Austria (KPÖ)       | -            | 30.086    | 0,80  | -       |
| Total   | Total                                    | Total        | 3.779.757 |       | 18      |